# Monorail gyroscopique
 (mai 2021).
Le monorail gyroscopique, dit aussi monorail gyrostabilisé, est un véhicule terrestre à rail unique qui utilise l'action gyroscopique d'une roue qui tourne pour surmonter l'instabilité inhérente à l'équilibre sur un rail unique.
Le monorail est associé aux noms de Louis Brennan, August Scherl et Piotr Chilovski, qui ont chacun construit des prototypes grandeur nature au début du vingtième siècle. Une version a été développée par Ernest F. Swinney, Harry Ferreira et Louis E. Swinney aux États-Unis en 1962. Le monorail gyroscopique n'a jamais dépassé le stade du prototype.
Le principal avantage du monorail cité par Shilovsky est la suppression de l'oscillation de chasse, une limitation de vitesse rencontrée par les chemins de fer conventionnels à l'époque. De plus, des virages plus serrés sont possibles par rapport au rayon de braquage de 7 km typique des trains à grande vitesse modernes tels que le TGV, car le véhicule s'incline automatiquement dans les virages, comme un avion, de sorte qu'aucune accélération centrifuge latérale n'est ressentie à bord. Un inconvénient majeur est que de nombreux wagons - y compris les wagons de passagers et de marchandises, et pas seulement la locomotive - auraient besoin d'un gyroscope constamment alimenté pour rester en position verticale.
Contrairement à d'autres moyens de maintenir l'équilibre, comme le déplacement latéral du centre de gravité ou l'utilisation de roues de réaction, le système d'équilibrage gyroscopique est statiquement stable, de sorte que le système de commande ne sert qu'à conférer une stabilité dynamique. La partie active du système d'équilibrage est donc plus précisément décrite comme un amortisseur de roulis.

## Histoire
L'image de la section leader représente le véhicule prototype de 22 tonnes (22 tonnes longues ; 24 tonnes courtes) (poids à vide) développé par Louis Brennan. Brennan a déposé son premier brevet de monorail en 1903. Son premier modèle de démonstration n'était qu'une boîte de 30,0 par 11,8 pouces (762 par 300 mm) contenant le système d'équilibrage. Cependant, cela suffit au Conseil de l'Armée pour recommander une somme de 10 000 £ pour le développement d'un véhicule de taille normale. Le département financier a opposé son veto. Cependant, l'armée a trouvé 2 000 £ de diverses sources pour financer le travail de Brennan. Dans le cadre de ce budget, Brennan a produit un modèle plus grand, de 6,0 par 1,5 pied (1,83 par 0,46 m), maintenu en équilibre par deux rotors de gyroscope de 5,0 pouces (127 mm) de diamètre. Ce modèle existe toujours au Science Museum de Londres. La piste du véhicule a été posée sur le terrain de la maison de Brennan à Gillingham, dans le Kent. Elle se composait de tuyaux de gaz ordinaires posés sur des traverses en bois, avec un pont en câble métallique de 15 mètres, des angles aigus et des pentes allant jusqu'à un sur cinq. Brennan a fait la démonstration de son modèle lors d'une conférence donnée à la Royal Society en 1907, où il l'a montré faisant des allers-retours « sur un câble mince et enseigné (...) sous le contrôle parfait de l'inventeur ».
Le chemin de fer à échelle réduite de Brennan a largement justifié l'enthousiasme initial du ministère de la Guerre. Cependant, l'élection en 1906 d'un gouvernement libéral, avec des politiques de restrictions financières, a effectivement stoppé le financement de l'armée. Toutefois, le Bureau de l'Inde a voté une avance de 6 000 £ (équivalant à 639 401 £ en 2019) en 1907 pour développer le monorail pour la région de la Frontière du Nord-Ouest, et 5 000 £ supplémentaires (équivalant à 525 892 £ en 2019) ont été avancées par le Durbar du Cachemire en 1908. Cet argent était presque dépensé en janvier 1909, lorsque le Bureau de l'Inde a avancé une somme supplémentaire de 2 000 £ (équivalent à 210 015 £ en 2019).
Le 15 octobre 1909, l'autorail a roulé sous sa propre puissance pour la première fois, transportant 32 personnes autour de l'usine. Le véhicule mesurait 40 pieds sur 9,8 (12,2 sur 3 m) et, avec un moteur à essence de 20 chevaux (15 kW), il pouvait atteindre une vitesse de 22 miles par heure (35 km/h). La transmission était électrique, le moteur à essence entraînant un générateur et des moteurs électriques situés sur les deux bogies. Ce générateur alimentait également les moteurs des gyroscopes et le compresseur d'air. Le système d'équilibrage utilisait un servomoteur pneumatique, plutôt que les roues à friction utilisées dans le modèle précédent.
Les gyroscopes étaient situés dans la cabine, bien que Brennan ait prévu de les replacer sous le plancher du véhicule avant de le présenter en public, mais le dévoilement de la machine de Scherl l'a obligé à avancer la première démonstration publique au 10 novembre 1909. Il n'y avait pas assez de temps pour repositionner les gyroscopes avant les débuts publics du monorail.
La véritable première publique du monorail de Brennan eut lieu à l'exposition nippo-britannique de White City, à Londres, en 1910. La voiture monorail transportait 50 passagers à la fois sur une piste circulaire à une vitesse de 32 km/h (20 miles par heure). Parmi les passagers se trouvait Winston Churchill, qui s'est montré très enthousiaste. L'intérêt est tel que des jouets monorail à horloge pour enfants, à roue unique et gyrostabilisés, sont produits en Angleterre et en Allemagne. Bien qu'il s'agisse d'un moyen de transport viable, le monorail n'attire pas d'autres investissements. Des deux véhicules construits, l'un a été vendu comme ferraille, et l'autre a été utilisé comme abri de parc jusqu'en 1930.